# A Waif of the Sea
Pour plus de détails, voir Fiche technique et Distribution.
A Waif of the Sea est un film muet américain réalisé par Colin Campbell et sorti en 1912.

## Fiche technique
- Titre original : A Waif of the Sea
- Réalisation : Colin Campbell
- Scénario : Colin Campbell
- Producteur : William Selig
- Société de production : Selig Polyscope Company
- Pays de production :  États-Unis
- Format : Noir et blanc — 35 mm — 1.33:1 — Muet
- Genre : Film dramatique
- Date de sortie : 
  - États-Unis : 28 mars 1912

## Distribution
- Tom Santschi
- Bessie Eyton
- Fred Huntley
- George Hernandez
- Frank Clark
- Roy Clark